# Drentsche Auto-Bus Onderneming
De N.V. Drentsche Auto-Bus Onderneming (DABO), gevestigd te Meppel, was van 14 februari 1933 tot 6 juni 1963 een Nederlands openbaarvervoerbedrijf dat streekvervoer per autobus exploiteerde, voornamelijk in het westelijk deel van Drenthe.

## Geschiedenis
De DABO werd opgericht in 1933 als voortzetting van Lambers' Auto-Bus Onderneming (LABO), zo genoemd naar de oprichter-eigenaar Lambertus Lambers Jzn., die in 1927 was begonnen met een buslijn tussen Meppel en Hoogeveen via Zuidwolde en zijn bedrijf daarna had uitgebreid met lijnen van Meppel naar Hoogeveen via Ruinen en naar Assen. Het verschil tussen LABO en DABO was niet alleen de naam, maar ook het feit dat de nieuwe onderneming een naamloze vennootschap was, waarin naast Lambers ook de gemeenten Meppel, Havelte, Diever, Nijeveen, Dwingeloo, Ruinen en Ruinerwold aandelen kregen. Dat was de voorwaarde waaronder het bedrijf een concessie kon krijgen voor de lijn Meppel-Assen langs de Drentsche Hoofdvaart, die de stoomtramlijn Meppel-Hijkersmilde van de Nederlandsche Tramweg Maatschappij (NTM) verving.
In de loop der jaren werd het vervoersgebied gevormd door de provincie Drenthe ten westen van de spoorlijn Assen-Hoogeveen met lijnen tot aan Steenwijk in Overijssel. Tevens had de DABO sinds 1945 een belangengemeenschap met De Noord-Westhoek (NWH) te Zwartsluis, waarvan L. Lambers Jzn. eveneens directeur werd. Er bestond een felle concurrentiestrijd met de busdiensten van Eerste Drentsche Stoomtramweg-Maatschappij (EDS), vooral op het traject Assen - Groningen. In 1952 kwamen de DABO en EDS ten slotte tot samenwerking op deze route. De NWH werd losgemaakt van de DABO en ging zelfstandig verder. In 1955 volgde onder de naam DABO-EDS een belangengemeenschap met de EDS, die leidde tot een volledige fusie per 6 juni 1963. Daarbij bleef de DABO voortbestaan onder de nieuwe naam N.V. Drentse Vervoer Maatschappij (DVM) en werd de EDS geliquideerd.